# 圓尾麝鼠
圓尾麝鼠（Neofiber alleni），哺乳綱、囓齒目、倉鼠科的一屬，而與圓尾麝鼠屬（圓尾麝鼠）同科的動物尚有麝鼠屬（麝鼠）、小鼠屬（史氏小鼠）、黑足旅鼠屬（黑足旅鼠）、田鼠屬（黑田鼠）等之數種哺乳動物。